# Labulla machadoi
Labulla machadoi är en spindelart som beskrevs av Gustavo Hormiga och Nikolaj Scharff 2005. Labulla machadoi ingår i släktet Labulla och familjen täckvävarspindlar.
Artens utbredningsområde är Portugal. Inga underarter finns listade i Catalogue of Life.